# Enchelybrotula
Enchelybrotula is een geslacht van straalvinnige vissen uit de familie van naaldvissen (Ophidiidae).

## Soorten
- Enchelybrotula gomoni Cohen, 1982.
- Enchelybrotula paucidens Smith & Radcliffe, 1913.